# لی یونگ-جین
لی یونگ-جین (انگلیسی: Lee Young-jin؛ زادهٔ ۲۷ اکتبر ۱۹۶۳) بازیکن سابق و مربی فوتبال اهل کره جنوبی است.
از باشگاه‌هایی که در آن بازی کرده‌است می‌توان به باشگاه فوتبال سئول و باشگاه فوتبال اوئیتا ترینیتا اشاره کرد.
وی همچنین در تیم ملی فوتبال کره جنوبی بازی کرده‌است.
وی در مسابقات کشوری و بین‌المللی در مجموع برندهٔ ۱ مدال برنز شده‌است.